# Шестакова Ніна Іванівна
Ні́на Іва́нівна Шестако́ва (нар. 11 квітня 1961, Харків) — українська співачка, народна артистка України (1997).

## Життєпис
1980 — закінчила з відзнакою Харківське культурно-освітнє училище по класу валторни. 
Спочатку працювала в Будинку культури масовиком-витівником.  
З 1981 року — в Харківській філармонії.
1988 — закінчила студію естрадного мистецтва Ленінградського мюзик-холу (викладач Ілля Рахлін).
Повернувшись до Харкова, працювала в цирку. Після травми їй довелося залишити заняття цирковим мистецтвом, після чого вона вирішила стати співачкою — була учасницею тріо «Оксана», а згодом стала солісткою ВІА «Розмай».
1988—1989 — співала в ансамблі Софії Ротару — підсумком цього став її 20-ти хвилинний відеоальбом «Крымская фиеста» та звання заслуженої артистки України в 1990 році.
Учасниця фестивалів «Слов'янський базар» та «Пісня — 1994».
Тривалий час працювала за кордоном, після чого знову повернулася до Харківської філармонії. Із США привезла контракт з фірмою «Enterprise Production» на випуск двох компактдисків — «Пой со мной» та «Кохання у Львові».
2005 року народила доньку Ніану. Поет-пісенник Олександр Савенко присвятив їй і її доньці пісню «Ніана».

## Визнання
- 1986 — 2-е місце на IV конкурсі артистів естради України в Хмельницькому
- 1988 — 1-е місце на конкурсі «Ялта-88»
- 1990 — Заслужена артистка УРСР
- 1996 — Лауреат міжнародного конкурсу в Києві
- 1997 — народна артистка України